# Estação Camilo Haddad
Estação Camilo Haddad é uma estação de monotrilho do metrô da cidade brasileira de São Paulo. Pertence à Linha 15–Prata, que atualmente encontra-se em expansão, e deverá chegar até Jacu-Pêssego, com integração com a Linha 2–Verde na Vila Prudente. Está localizada na Avenida Professor Luis Inácio de Anhaia Melo, próximo a Rua Camilo Haddad.
Foi inaugurada pelo Governo do Estado de São Paulo em 6 de abril de 2018.

## Toponímia
A estação recebeu o nome de Camilo Haddad por causa da rua homônima, localizada transversalmente à estação. Camilo Haddad nasceu em 10 de agosto de 1904 na Síria, tendo sua família emigrado ao Brasil com sua família. Após ser naturalizado brasileiro, cursou medicina na Universidade do Brasil, graduando-se médico. Durante décadas, manteve consultório na Vila Prudente, atendendo a comunidade até 1974, quando faleceu. Em 9 de janeiro de 1978, o prefeito Olavo Setúbal promulgou o Decreto Municipal número 14 883, que oficializou a denominação de dezenas de logradouros públicos, sendo que no seu inciso XXIX denominou "Doutor Camilo Haddad" as antigas ruas B e 3.

## Diagrama da estação
|  | ↓ a ↓ |

| 1 |

|  | ↑ b ↑ |

|  | ↓ a ↓ |

| 1 |

|  | ↑ b ↑ |

|  | ↓ a ↓ |

| 1 |

|  | ↑ b ↑ |

|  | ↓ a ↓ |

| 1 |

|  | ↑ b ↑ |

## Tabela
| Sigla | Estação       | Inauguração        | Capacidade     | Integração               | Plataformas | Posição | Notas |
| ----- | ------------- | ------------------ | -------------- | ------------------------ | ----------- | ------- | ----- |
| CAD   | Camilo Haddad | 6 de abril de 2018 | Não confirmada | Bilhete Único da SPTrans | Central     | Elevada |       |